# Lannilis
Lannilis település Franciaországban, Finistère megyében. Lakosainak száma 5712 fő (2022. január 1.). Lannilis Landéda, Plouguerneau, Plouvien és Tréglonou községekkel határos.

## Népesség
A település népességének változása:
| Lakosok száma | 3556 | 3939 | 4272 | 4948 | 5378 | 5473 | 5592 | 5672 | 5694 | 5712 |
|               | 1968 | 1982 | 1990 | 2006 | 2013 | 2015 | 2017 | 2019 | 2020 | 2022 |